# Derviši
Derviši (en serbe cyrillique : Дервиши) est un faubourg de Banja Luka, la capitale d'une entité de Bosnie-Herzégovine nome Republika Srbska.
Derviši est situé au nord du centre ville de Banja Luka.